# Раншо (Пенсилванија)
Раншо (енгл. Ranshaw) насељено је место без административног статуса у америчкој савезној држави Пенсилванија.

## Демографија
По попису из 2010. године број становника је 510.
| Група             | 2000.    | 2010.       |
| Белци             | 0 (0,0%) | 493 (96,7%) |
| Афроамериканци    | 0 (0,0%) | 1 (0,2%)    |
| Азијати           | 0 (0,0%) | 2 (0,4%)    |
| Хиспаноамериканци | 0 (0,0%) | 13 (2,5%)   |
| Укупно            | 0        | 510         |